# Ekphantos
Ekphantos (altgriechisch Ἔκφαντος) war ein antiker griechischer Philosoph (Pythagoreer) und Astronom. Er wird mitunter Ekphantos von Syrakus oder Ekphantos von Kroton genannt. Seine Lebenszeit ist nur ungefähr bekannt; sie fällt anscheinend ins vierte und vielleicht auch schon ins späte fünfte Jahrhundert v. Chr.

## Leben
Die Angaben der Quellen über die Herkunft des Ekphantos sind unterschiedlich. Der Doxograph Aëtios und der christliche Schriftsteller Hippolyt von Rom erwähnen einen Philosophen Ekphantos von Syrakus, Aëtios bezeichnet ihn als Pythagoreer (Anhänger der Lehre des Philosophen Pythagoras). Auch der spätantike Philosoph Iamblichos weiß von einem Pythagoreer namens Ekphantos; wahrscheinlich handelt es sich um dieselbe Person. Iamblichos führt ihn aber in einer Liste von Pythagoreern auf, die aus der Stadt Kroton (heute Crotone in Kalabrien, Unteritalien) stammten. Welche der beiden Herkunftsangaben glaubwürdiger ist, ist unklar.
Ansonsten ist aus seinem Leben nichts bekannt. Sein Gedankengut legt die Vermutung nahe, dass er seine Lehre im 4. Jahrhundert entwickelte; vielleicht ist seine Geburt ins späte 5. Jahrhundert zu datieren. In der Forschung wird er gewöhnlich als Zeitgenosse des Archytas von Tarent und des Hiketas von Syrakus angesehen. Die Hypothese, dass er ein Schüler des Hiketas war, stützt sich nur auf ein schwaches Indiz (bei beiden spielt die Achsendrehung der Erde eine wichtige Rolle). Immerhin deutet dieses Indiz darauf hin, dass Ekphantos wohl mit Hiketas, der ebenfalls Pythagoreer war, in Kontakt stand und dass die beiden nicht unabhängig voneinander zu ihren Auffassungen gelangt sind.

## Lehre
Nach den Angaben Hippolyts hielt Ekphantos eine objektive Erkenntnis für unmöglich und meinte, jeder lege das, was er für Realität hält, nach seinem Gutdünken fest. Er war also ein erkenntnistheoretischer Subjektivist. Darin berührt sich sein Denken mit dem einer Richtung der Sophistik (Protagoras). In der Naturphilosophie vertrat er, wie Hippolyt und Aëtios berichten, eine atomistische Lehre. Nach seiner Ansicht besteht die materielle Welt aus „unteilbaren Körpern“ (Atomen) und leerem Raum zwischen ihnen. Von den Atomen, den kleinsten Einheiten der Materie, aus denen die sinnlich wahrnehmbaren Dinge zusammengesetzt sind, gibt es verschiedene Arten, die sich nach Größe, Form und einer Kraft (dýnamis) unterscheiden. Die Mannigfaltigkeit und Wandelbarkeit der sichtbaren Dinge ergibt sich daraus, dass sie aus unterschiedlichen Kombinationen dieser verschiedenartigen Atome bestehen.
Als Ursache der Bewegung nahm Ekphantos nicht das Gewicht der Körper oder einen Anstoß von außen an, sondern eine allen Dingen innewohnende „göttliche Kraft“, die er „Geist“ (Nous) oder Seele nannte. Der Kosmos sei eine Manifestation dieser göttlichen Kraft und daher kugelförmig (die Kugel galt als der vollkommenste geometrische Körper); er werde von der Vorsehung gelenkt. Mit seiner Ansicht, die Erde befinde sich im Mittelpunkt des Universums, stimmte Ekphantos mit der Mehrheit der damaligen Astronomen und Naturphilosophen überein. Er ging von einer Achsendrehung der Erde von Westen nach Osten aus. Eine Mehrzahl von Universen (Parallelwelten) lehnte er ab. Er soll eine unbegrenzte Zahl von Atomen angenommen haben; da diese Annahme aber mit derjenigen eines einzigen, als Kugel begrenzten Kosmos unvereinbar ist, ist die Textüberlieferung offenbar fehlerhaft, und statt „unbegrenzt“ ist „nicht unbegrenzt“ zu lesen.

## Rezeption
Johannes Stobaios überliefert vier Textstücke aus einer angeblich von Ekphantos verfassten Abhandlung Peri basileías („Über das Königtum“) in dorischem Dialekt. Diese Schrift stammt aber sicher nicht von Ekphantos. Sie gehört zu den pseudepigraphen philosophischen Traktaten, deren anonyme Autoren ihre Schriften bekannten Pythagoreern der Vergangenheit zuschrieben, um damit ihren literarischen Fiktionen Beachtung zu verschaffen. Die Datierung des Werks ist umstritten; nach einer Forschungsmeinung gehört es in die Epoche des Hellenismus, nach einer anderen, die sich anscheinend durchsetzt, in die römische Kaiserzeit. Pseudo-Ekphantos betont den gottähnlichen Rang des Herrschers im Rahmen der göttlichen Weltordnung. Aus seiner Sicht ist der Herrscher für den Staat das, was die Gottheit für den Kosmos ist; er soll durch seine Tugendhaftigkeit so gottähnlich wie möglich werden, während seine Untertanen sich nach seinem Vorbild ausrichten, so dass sich in der menschlichen Gesellschaft die Eintracht des Kosmos spiegelt. Pseudo-Ekphantos betrachtet die Erde als Mutter des Menschen; dessen Vater ist das „ewige Lebewesen“, eine Gottheit, die es dem Menschen ermöglicht, sich aufzurichten. Eigentlich ist der Mensch auf der Erde ein Fremdling, seine wahre Heimat ist eine jenseitige Welt.
Nach einer älteren Forschungsmeinung, die sich nicht durchgesetzt hat, verfasste Herakleides Pontikos einen Dialog, dessen Protagonisten Ekphantos und Hiketas waren; dieser Dialog sei die Quelle für die antike Überlieferung über die Lehren des Ekphantos. Mit dieser Annahme wurde die Vermutung verbunden, Ekphantos sei möglicherweise keine historische Gestalt, sondern eine literarische Fiktion des Herakleides; zumindest seien die ihm zugeschriebenen Ansichten nicht authentisch.
Nikolaus Kopernikus erwähnt Ekphantos unter den antiken Pythagoreern, die eine Bewegung der Erde lehrten und die er daher als Vorläufer seiner Auffassung über die Beweglichkeit der Erde betrachtet.